# Biassini
Ne doit pas être confondu avec Biasini.
Biassini est une ville de l'Uruguay située dans le département de Salto. Sa population est de 366 habitants.

## Population
| Année | Population |
| ----- | ---------- |
| 1963  | 203        |
| 1975  | 248        |
| 1985  | 283        |
| 1996  | 266        |
| 2004  | 366        |

,